# Cantu Addition (Teksas)
Cantu Addition je naseljeno mjesto za statističke potrebe u američkoj saveznoj državi Teksas. Prema popisu stanovništva iz 2010. u njemu je živjelo 188 stanovnika.